# Zelenikovo (distretto di Plovdiv)
Zelenikovo è un villaggio della Bulgaria meridionale, situato nel comune di Brezovo, nel distretto di Plovdiv.

## Religione
La popolazione del villaggio professa pienamente il cristianesimo ortodosso orientale.

## Istituzioni pubbliche
La parte occidentale del villaggio presenta due edifici scolastici, costruiti tra il 1928 e il 1929, uno per l'istruzione alla scuola elementare e media e l'altro per quella al liceo. La scuola è anche utilizzata come orfanotrofio.

## Cultura
Attraversato dal fiume Gul Dere, il villaggio presenta dighe, fiumi, montagne e colline, adatte per il turismo rurale, favorito da un'aria pulita e ricca di ozono.
La festa del villaggio ricade il 9 settembre, mentre il consiglio municipale ricade il 1º settembre.